# Everniastrum angolense
Everniastrum angolense är en lavart som först beskrevs av W. L. Culb. & C. F. Culb., och fick sitt nu gällande namn av Sipman. Everniastrum angolense ingår i släktet Everniastrum och familjen Parmeliaceae.   Inga underarter finns listade i Catalogue of Life.